# 大地坐标系
大地坐标系（英語：Local tangent plane coordinates，縮寫：LTP）是由大地经度和大地纬度构成的坐标系。
由右图所示，P点的子午面NPS与起始子午面NGS所构成的二面角L，叫做P点的大地经度，由起始子午面起算，向东为正，叫东经（0度～180度），向西为负，叫西经（0度～180度）。P点的法线Pn与赤道面的夹角B，叫做P点的大地纬度，由赤道面起算，向北为正，叫北纬（0度～90度），向南为负，叫南纬（0度～90度）。在该坐标系中，P点的位置用L，B表示，如果点不在椭球面上，表示点的位置除L，B外，还要附加另一个参数——大地高H。
- 大地坐标系和子午面直角坐标系的关系：
  - {\displaystyle x={\frac {acosB}{\sqrt {1-e^{2}sin^{2}B}}}}
  - {\displaystyle y={\frac {a(1-e^{2})sinB}{\sqrt {1-e^{2}sin^{2}B}}}}
    - 式中，a为地球椭球的长半轴，e为地球椭球的第一偏心率 {\displaystyle e={\frac {\sqrt {a^{2}-b^{2}}}{a}}} ，B为大地纬度。
- 大地坐标系和空间直角坐标系的关系：
  - {\displaystyle X={\frac {acosB}{\sqrt {1-e^{2}sin^{2}B}}}cosL}
  - {\displaystyle Y={\frac {acosB}{\sqrt {1-e^{2}sin^{2}B}}}sinL}
  - {\displaystyle Z={\frac {bsinB}{\sqrt {1+e'^{2}cos^{2}B}}}}
    - e'为椭圆的第二偏心率 {\displaystyle e'={\frac {\sqrt {a^{2}-b^{2}}}{b}}} ，B为大地纬度，L为大地经度，a、b为地球椭球的长、短半轴。

## 外部連結
- 大地座標系統與二度分帶座標（页面存档备份，存于）